# Gid'ona
Gid'ona (hebrejsky גִּדְעוֹנָה, anglicky Gidona, v oficiálním seznamu sídel Gid'ona) je vesnice typu společná osada (jišuv kehilati) v Izraeli, v Severním distriktu, v Oblastní radě Gilboa.

## Geografie
Leží v nadmořské výšce 17 metrů pod úrovní moře na pomezí intenzivně zemědělsky obdělávaného Charodského údolí a pohoří Gilboa, ze kterého podél východní strany vesnice stéká do údolí vádí Nachal Jehonatan. Svahy pohoří Gilboa jsou většinou zalesněné a vystupují prudce ze dna údolí. Poblíž vesnice zde Gilboa vybíhá v dílčí vrcholky Ma'ale Nurit a Har Ša'ul (spolu s bočním vrcholem Giv'at Jehonatan. Severně od obce začíná zcela rovinaté Charodské údolí, jímž protéká potok Nachal Charod, členěné četnými umělými vodními nádržemi.
Vesnice je situována 27 kilometrů jihozápadně od Galilejského jezera, 20 kilometrů západně od řeky Jordánu, cca 9 kilometrů jihovýchodně od města Afula, cca 75 kilometrů severovýchodně od centra Tel Avivu a cca 45 kilometrů jihovýchodně od centra Haify. Gid'onu obývají Židé, přičemž osídlení v tomto regionu je ryze židovské.
Gid'ona leží cca 3 kilometry severně od Zelené linie, která odděluje Izrael od okupovaného Západního břehu Jordánu. Od Západního břehu Jordánu byla ale tato oblast počátkem 21. století oddělena izraelskou bezpečnostní bariérou.
Gid'ona je na dopravní síť napojena pomocí dálnice číslo 71. Severně od vesnice vede železniční trať v Jizre'elském údolí, zrušená roku 1948 a obnovená po nákladné rekonstrukci roku 2016. Nemá zde ovšem stanici.

## Dějiny
Gid'ona byla založena v roce 1949. Jejími zakladateli byli jemenitští Židé. Obyvatelé se živili prací v nedalekém kamenolomu, nebo zalesňovacími pracemi pro Židovský národní fond. Ekonomická situace osady byla složitá a zůstala zde jen malá populace. Původně šlo o kolektivně hospodařící vesnici typu mošav. Počátkem 60. let 20. století byla přeměněna na společnou osadu (jišuv kehilati).
V roce 1982 zahájila Oblastní rada Gilboa program na revitalizaci této vesnice. Ekonomika je založena na zemědělství, část obyvatel dojíždí za prací mimo obec. Vedení vesnice nabízí stavební pozemky soukromým uchazečům o výstavbu rodinného domu. V současnosti je takto nabízeno 62 parcel.

## Demografie
Obyvatelstvo Gid'ony je smíšené, tedy sekulární i nábožensky založené. Podle údajů z roku 2014 tvořili naprostou většinu obyvatel v Gid'oně Židé (včetně statistické kategorie "ostatní", která zahrnuje nearabské obyvatele židovského původu ale bez formální příslušnosti k židovskému náboženství).
Jde o menší sídlo vesnického typu s dlouhodobě silně rostoucí populací. K 31. prosinci 2014 zde žilo 380 lidí. Během roku 2014 populace stoupla o 10,1 %.
| Rok            | 1961 | 1972 | 1983 | 1995 | 2001 | 2003 | 2004 | 2005 | 2006 | 2007 | 2008 | 2009 | 2010 | 2011 | 2012 | 2013 | 2014 |
| -------------- | ---- | ---- | ---- | ---- | ---- | ---- | ---- | ---- | ---- | ---- | ---- | ---- | ---- | ---- | ---- | ---- | ---- |
| Počet obyvatel | 214  | 144  | 111  | 133  | 181  | 168  | 168  | 164  | 160  | 177  | 192  | 205  | 243  | 266  | 290  | 345  | 380  |